# Feniletilo resorcinol
El feniletil resorcinol es un compuesto sintético que forma parte de la familia de los fenoles y un derivado del resorcinol, más conocido bajo el nombre comercial de Symwhite. Sin embargo, fue extraído, por la primera vez, de la corteza del pino silvestre por una empresa alemana de producción de aromas y perfumes llamada Symrise. Gracias a sus propiedades antioxidantes y su capacidad para inhibir la producción de melanina, se utiliza principalmente en cosméticos (cremas, lociones, etc) como agente blanqueador.          

## Síntesis

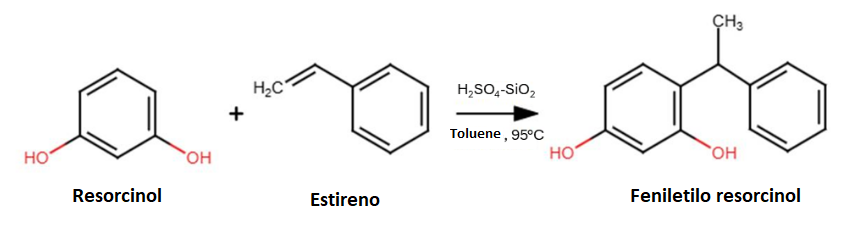
Ecuación química de la síntesis del feniletilo resorcinol

Actualmente, se están desarrollando métodos de síntesis del feniletilo resorcinol para optimizar el rendimiento y también reducir al mínimo los subproductos, y todo eso con vistas de producción industrial. El principal aspecto que debe mejorarse es la naturaleza del catalizador.           
El feniletilo resorcinol se puede sintetizar a partir del resorcinol y del estireno utilizando el H2SO4-SiO2, como catalizador sólido, con un rendimiento de 89%.
El resorcinol se introduce con un catalizador en tolueno y la mezcla se calienta antes de añadir el estireno. Al final de la reacción, el catalizador se recupera por filtración en caliente que permite la recuperación del feniletilo resorcinol después de enfriamiento y precipitación. Por último, se realizan dos etapas de lavado y secado.

## Mecanismo de acción

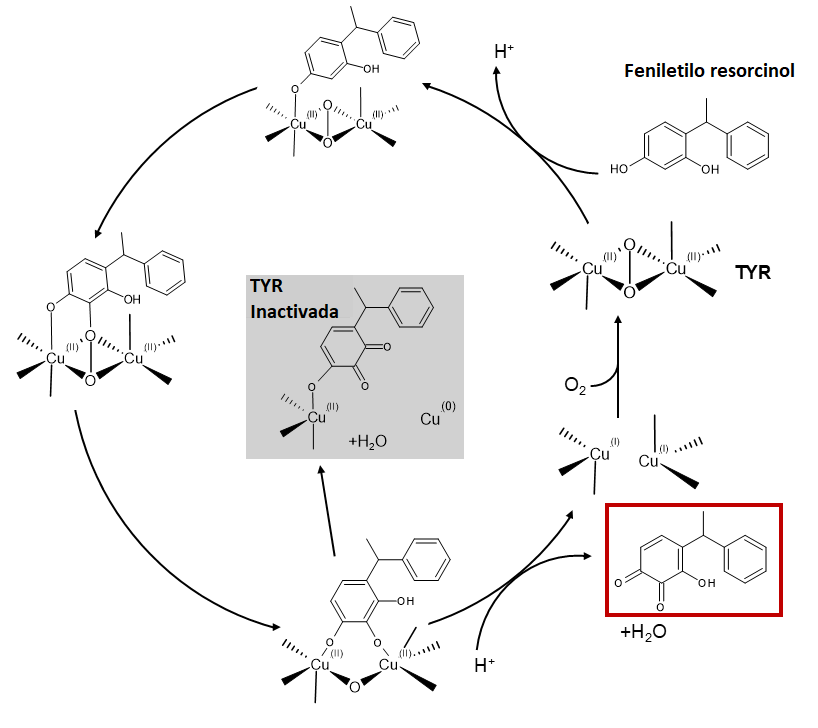
Inactivación de la tirosina por el feniletilo resorcinol

Los derivados del resorcinol, incluido el feniletilo resorcinol, inhiben la tirosina por interacción entre los grupos -OH y los centros metálicos del cobre de la enzima, lo que resulta de su oxidación en la position meta de los dos hidróxidos. El fenol del feniletilo resorcinol se oxida en la posición 2, y la tirosina se inactiva mediante la separación de los dos iones metálicos de la enzima. Por lo tanto, se detienen las reacciones catalizadas por la enzima para formar la dopaquinona, el precursor de la melanina. Así, la producción de eumelanina y de feomelanina, proteínas implicadas en la coloración de la piel, se ve disminuida, lo que resulta en un aclaramiento de la piel.

## Propriedades
El feniletilo resorcinol tiene propiedades antimelanogénicas. Favorece la fosforilación de los fosforillos las proteínas p44/42 MAPK (proteínas implicadas en la proliferación celular), que degradan así la proteína MITF, un factor transcripcional que aumenta de la expresión de la tirosina. Esta degradación inhibe la melanogénesis, siendo el mecanismo de producción de la melanina.
Tiene propiedades antioxidantes. Más específicamente, en el caso de que la piel esté expuesta a los rayos UV, los radicales libres pueden alcanzar la célula y dañar la piel. El compuesto atrapa los radicales libres y los intercambia por proteínas cutáneas.
Va a ayudar la piel a ralentizar el envejecimiento (arrugas).
El feniletilo resorcinol no solo aclara la piel, sino que también disminuye el color oscuro del vello facial y de las axilas. Es también 100 veces más eficaz que la ꞵ-arbutina, un agente aclarador.
Las propiedades irritantes del feniletilo resorcinol pueden ser mitigarse encapsulando la substancia en vesículas como los liposomas, que impiden el contacto directo con la piel antes de la penetración. Además, la encapsulación también permite la aumentación de la solubilidad del feniletilo resorcinol, que es poco soluble en agua, así como mejorar su fotoestabilidad, ya que es poco estable bajo exposición a la luz. Según un estudio, la utilización de transferosomas e invasomas como portadores de vesicales mejoraría la liberación del feniletilo resorcinol y entonces su actividad anti tirosina asociada con el aclaramiento de la piel.
Un estudio observó las actividades anti dermatofitos de tres derivados del resorcinol que se utilizan en dermocosméticos. El objetivo de este estudio es descubrir antifúngicos de baja toxicidad, entre compuestos que ya existen. Se evaluaron en relación con el antifúngico fluconazol (medicamento utilizado para tratar infecciones causadas por hongos). De los tres derivados analizados, dos han demostrado su capacidad para inhibir el crecimiento de los dermatofitos analizados. Más precisamente, a cierta concentración, la forma del micelo observado podría reflejar una estrategia de defensa del hongo. El feniletilo resorcinol es uno de ellos y especialmente contra el hongo Microsporum gypseum.

## Aplicaciones
Su actividad antimelanogénica hace que el feniletilo resorcinol sea un potencial agente terapéutico contra las enfermedades de hiperpigmentación de la piel. 
En cosmética, se utiliza contra las manchas pigmentarias y la hiperpigmentación en sueros con el objetivo de aclarar las manchas oscuras y en cremas unificadoras de la piel. También se encuentra en mascarillas y tratamientos nocturnos diseñados para aclarar la piel. 
Además, sus propiedades antioxidantes se utilizan en cremas antiarrugas.
También se puede utilizar para producir cremas de protección solar con el fin de prevenir las manchas debidas a los rayos UV.
También se asocia con diferentes compuestos como la vitamina C, la nicotinamida, el ácido kójico, ácido glicólico o retinoides para reforzar su acción. Sin embargo, la capacidad del feniletilo resorcinol para inhibir la tirosina sigue siendo 22 veces mayor que la del ácido kójico.

## Comercialización
El tamaño del mercado del feniletilo resorcinol se estimó en 150 millones de dólares en 2022. 
El feniletilo resorcinol se utiliza como agente blanqueador en el 50% de los productos comercializados. 
Les empresas líderes en el mercado del feniletilo resorcinol son Symrise y Chengdu Shengnuo.

## Riesgos
Aunque es poco frecuente, algunas personas pueden tener alergias o una sensibilidad cutánea al feniletilo resorcinol. Otros síntomas como enrojecimiento, picor, hinchazón o erupción cutánea. 
Este compuesto tiene propiedades irritantes en concentraciones bajas, a partir del 1%. 
En 2013, se detectó un caso de dermatitis de contacto por el uso de este compuesto. Se ha tenido una nueva reconsideración de la concentración. Oficialmente, la concentración de las cremas en feniletilo resorcinol debe estar entre 1 y 3% y la paciente estaba utilizando cremas con concentraciones de este compuesto entre 1% y 2%. Más tarde, en 2021, aparecieron tres otros casos de dermatitis de contacto y después de la realización de pruebas de parche, se confirmó un origen alérgico como primer caso en 2013. 
Además, existe un impacto ambiental debido a su posible toxicidad contra el medio ambiente.